# Liste der Kulturdenkmale in Burscheid (Luxemburg)
In der Liste der Kulturdenkmale in Burscheid sind alle Kulturdenkmale der luxemburgischen Gemeinde Burscheid aufgeführt (Stand: 12. August 2022).

## Kulturdenkmale nach Ortsteil

### Burscheid
| Bild           | Bezeichnung           | Lage                         | Beschreibung | Stufe | Eingetragen seit |
| -------------- | --------------------- | ---------------------------- | --- | ----- | ---------------- |
| Weitere Bilder | Burg Bourscheid       | rue du Château (Karte)       | Erstmals erwähnt wurde die Burg im Jahre 1095 als Eigentum von Bertram von Bourscheid als Vogt der Abtei Echternach. Allerdings entstand die steinerne Burg wohl schon um das Jahr 1000 anstelle einer älteren Holzbefestigung. Im 14. Jahrhundert wurde die Unterburg ausgebaut. Nach 1472 entstand die Vorburg mit der Toranlage, der Artilleriebastion und einem von vier Türmen flankierten Graben, der durch eine Zugbrücke gesichert war. Im Jahr 1762 kam die Burg in den Besitz von Maria Theresia von Eltz-Rodendorf. Nach der Versteigerung im Jahre 1812 verfiel die Anlage, bis der Luxemburger Staat die Ruinen 1972 aufkaufte. Die Burgmauern umfrieden eine Fläche von 12.000 Quadratmetern. Damit ist sie die flächenmäßig größte Burganlage in Luxemburg. | PCN   | 15. April 1936   |
| Weitere Bilder | Pfarrkirche Burscheid | Kreuzung CR308/CR348 (Karte) | Die katholische Pfarrkirche wurde 1765/66 errichtet. Die barocke Saalkirche besitzt ein Langhaus mit vier Fensterachsen und dreiseitigem Chor. In dieses ist ein Turm mit quadratischem Grundriss geschoben. Im Inneren ist die Kirche schlicht gehalten. Die Wand ist im unteren Drittel dunkel getäfelt, die reich geschnitzten barocken Altäre sind nicht ausgemalt. | IS    | 4. Mai 1971      |
|                | Wohngebäude von 1746  | um Féischterhaff (Karte)     | | IS    | 26. Januar 2018  |

### Kehmen
| Bild                 | Bezeichnung          | Lage                  | Beschreibung | Stufe | Eingetragen seit |
| -------------------- | -------------------- | --------------------- | ------------ | ----- | ---------------- |
| ehemaliger Bauernhof | ehemaliger Bauernhof | 20, Uesperwee (Karte) |              | IS    | 23. März 2011    |

### Lipperscheid
| Bild            | Bezeichnung     | Lage                    | Beschreibung | Stufe | Eingetragen seit |
| --------------- | --------------- | ----------------------- | ------------ | ----- | ---------------- |
| alter Bauernhof | alter Bauernhof | 9, Haaptstrooss (Karte) |              | PCN   | 27. Juli 2012    |
| alter Bauernhof | alter Bauernhof | 2, Haaptstrooss (Karte) |              | IS    | 6. Januar 2015   |

### Michelau
| Bild           | Bezeichnung                           | Lage                       | Beschreibung | Stufe | Eingetragen seit |
| -------------- | ------------------------------------- | -------------------------- | ------------ | ----- | ---------------- |
| Weitere Bilder | Wohngebäude                           | 2, Griffelslee (Karte)     |              | PCN   | 27. Juli 2012    |
| Weitere Bilder | Pfarrkirche Michelau                  | (Karte)                    |              | PCN   | 26. April 2019   |
| Weitere Bilder | Ausstattung der Pfarrkirche Michaelau | Kreuzung N27/CR379 (Karte) |              | PCN   | 9. Mai 2019      |

### Oberschlinder
| Bild           | Bezeichnung         | Lage    | Beschreibung | Stufe | Eingetragen seit  |
| -------------- | ------------------- | ------- | --- | ----- | ----------------- |
| Weitere Bilder | Kapelle St. Michael | (Karte) | Die Kapelle ist eines von drei Gebäuden, die vom ehemaligen Dorf Oberschlinder übrig geblieben sind. Die Kapelle wurde 1874 erbaut und 1931 und 1979 restauriert. Seit 2017 gehört sie der Gemeinde Burscheid. Die Kapelle besitzt einen Risalit mit Eingangsportal auf der Giebelseite und einen Giebelreiter mit Glocke. Ein dreiseitiges Chor mit einfachen Rundbogenfenstern schließt sich an den Gebetsraum an. | PCN   | 20. November 2020 |

Legende: PCN – Immeubles et objets bénéficiant des effets de classement comme patrimoine culturel national; IS – Immeubles et objets inscrits à l’inventaire supplémentaire

## Quelle
- Liste des immeubles et objets beneficiant d’une protection nationales, Nationales Institut für das gebaute Erbe, Fassung vom 11. Juli 2022, S. 11 f. (PDF)

- Karte mit allen Koordinaten:
- OSM |
- WikiMap